# Zalîvanșciîna, Kalînivka
Zalîvanșciîna (în ucraineană Заливанщина) este localitatea de reședință a comunei Zalîvanșciîna din raionul Kalînivka, regiunea Vinnița, Ucraina.

## Demografie
Componența lingvistică a localității Zalîvanșciîna
     Ucraineană (97,56%)
     Rusă (2,44%)
Conform recensământului din 2001, majoritatea populației localității Zalîvanșciîna era vorbitoare de ucraineană (97,56%), existând în minoritate și vorbitori de rusă (2,44%).

## Legături externe
- pl Zalewańczyzna în Dicționarul geografic al Regatului Poloniei și al altor țări slave, volum XIV (Worowo — Żyżyn) 1895